# Сигізмунд Пшиємський
Зиґмунт Пшиємський (пол. Zygmunt Przyjemski ; близько 1610 — 3 червня 1652, с. Четвертинівка (тепер Тростянецького району Вінницької області України) — відомий воєначальник XVII століття, польський шляхтич герба Равич, польний писар коронний (1649), генерал коронної артилерії Речі Посполитої (лат. generalis artileriae magister) (1650–1652).

## Біографія
Освіту здобув за кордоном. Військову службу почав, вступивши у французьку армію в ході Тридцятирічної війни. Пізніше воював у військах шведського королівства. Наприкінці війни повернувся до Речі Посполитої, у 1649 році був призначений польним писарем коронним.
У 1650 році змінив Кшиштофа Арцішевського на посаді генерала коронної артилерії Речі Посполитої. Відзначився, вміло командуючи довіреною йому артилерією у Берестецькій битві, здійснивши успішний обстріл татарських сил Іслама ІІІ Гірея, який через значні втрати не витримав, залишив поле бою, оголивши лівий фланг козацького війська Хмельницького.
Учасник битви під горою Батіг біля с. Четвертинівка, що відбулася 1 — 2 червня 1652 між військами Речі Посполитої під командуванням гетьмана польного Марціна Калиновського і союзними військами козаків Богдана Хмельницького і кримських татар, у ході якої коронна армія зазнала нищівної поразки. Полонені, що здебільшого складалися з представників багатої польської шляхти в кількості 3,5 тисяч осіб, за наказом Б. Хмельницького були зарубані татарами. Загальне число загиблих склало близько 8,5 тисяч поляків. У сучасній Польщі ця подія названа «сарматською Катинню».
Генерал коронної артилерії Речі Посполитої Зигмунд Пшиємський був страчений разом з іншими польськими полоненими, після битви 3 червня 1652.